# فروغي البسطامي
فروغي البسطامي (1213 - 1274 هـ / 1798 - 1857 م) هو شاعر فارسي.
هو ميرزا عباس بن السيد موسى البسطامي (نسبة إلى بسطام من أعمال خرسان). بدأ مسيرته بمدح الملوك والأمراء القاجاريين ولكنه توجه بعدها إلى الطرق الصوفية. يعتبر فروغي من أعظم ناظمي الغزل الصوفي في المرحلة المتأخرة للأدب الإيراني.

## روابط خارجية
- فروغي البسطامي على موقع ميوزك برينز (الإنجليزية)
- فروغي البسطامي على موقع ديسكوغز (الإنجليزية)